# Copa América 1987
Die Copa América 1987 war die 33. Ausspielung der südamerikanischen Kontinentalmeisterschaft im Fußball und fand vom 27. Juni bis 12. Juli zum achten Mal in Argentinien statt.
Erneut gab es eine Änderung im Austragungsmodus. Man kehrte zurück zur Austragung in einem Land, jedoch spielte man nicht wie in den Jahrzehnten zuvor – zuletzt 1967 – im Ligasystem (jeder gegen jeden), sondern in Turnierform mit Gruppenphase und anschließender K.-o.-Runde. Die Gruppenphase bildeten drei Gruppen mit je drei Teilnehmern. Die drei Gruppensieger erreichten das Halbfinale, während Titelverteidiger Uruguay automatisch für das Halbfinale qualifiziert war.
Uruguay sicherte sich seinen insgesamt dreizehnten Titel und war damit alleiniger Rekordgewinner der Copa América vor Argentinien.

## Spielorte
| Buenos Aires |

| Córdoba |

| Rosario |

| Buenos Aires |

| Córdoba |

| Rosario |

## Gruppenphase

### Gruppe A
| Pl. | Land        | Sp. | S | U | N | Tore    | Diff. | Punkte |
| --- | ----------- | --- | - | - | - | ------- | ----- | ------ |
| 1.  | Argentinien | 2   | 1 | 1 | 0 | 004:100 | +3    | 03:10  |
| 2.  | Peru        | 2   | 1 | 0 | 1 | 002:200 | ±0    | 02:20  |
| 3.  | Ecuador     | 2   | 0 | 1 | 1 | 001:400 | −3    | 01:30  |

|               |   |         |           |
| 27. Juni 1987 |   |         |           |
| Argentinien   | – | Peru    | 1:1 (0:0) |
| 2. Juli 1987  |   |         |           |
| Argentinien   | – | Ecuador | 3:0 (0:0) |
| 4. Juli 1987  |   |         |           |
| Peru          | – | Ecuador | 1:1 (0:0) |

### Gruppe B
| Pl. | Land      | Sp. | S | U | N | Tore    | Diff. | Punkte |
| --- | --------- | --- | - | - | - | ------- | ----- | ------ |
| 1.  | Chile     | 2   | 2 | 0 | 0 | 007:100 | +6    | 04:0   |
| 2.  | Brasilien | 2   | 1 | 0 | 1 | 005:400 | +1    | 02:20  |
| 3.  | Venezuela | 2   | 0 | 0 | 2 | 001:800 | −7    | 0:40   |

|               |   |           |           |
| 28. Juni 1987 |   |           |           |
| Brasilien     | – | Venezuela | 5:0 (2:0) |
| 30. Juni 1987 |   |           |           |
| Chile         | – | Venezuela | 3:1 (1:1) |
| 3. Juli 1987  |   |           |           |
| Chile         | – | Brasilien | 4:0 (1:0) |

### Gruppe C
| Pl. | Land      | Sp. | S | U | N | Tore    | Diff. | Punkte |
| --- | --------- | --- | - | - | - | ------- | ----- | ------ |
| 1.  | Kolumbien | 2   | 2 | 0 | 0 | 005:000 | +5    | 04:0   |
| 2.  | Bolivien  | 2   | 0 | 1 | 1 | 000:200 | −2    | 01:30  |
| 3.  | Paraguay  | 2   | 0 | 1 | 1 | 000:300 | −3    | 01:30  |

|               |   |          |           |
| 28. Juni 1987 |   |          |           |
| Paraguay      | – | Bolivien | 0:0       |
| 1. Juli 1987  |   |          |           |
| Kolumbien     | – | Bolivien | 2:0 (1:0) |
| 5. Juli 1987  |   |          |           |
| Kolumbien     | – | Paraguay | 3:0 (2:0) |

## Halbfinale
|                                                       |   |             |                           |
| 8. Juli 1987 in Córdoba (Estadio Olímpico de Córdoba) |   |             |                           |
| Chile                                                 | – | Kolumbien   | 2:1 n. V. (0:1, 0:0, 0:0) |
| 9. Juli 1987 in Buenos Aires (Estadio Monumental)     |   |             |                           |
| Uruguay                                               | – | Argentinien | 1:0 (1:0)                 |

## Spiel um Platz 3
|                                                    |   |             |           |
| 11. Juli 1987 in Buenos Aires( Estadio Monumental) |   |             |           |
| Kolumbien                                          | – | Argentinien | 2:1 (2:0) |

## Finale
|                                                    |   |       |           |
| 12. Juli 1987 in Buenos Aires (Estadio Monumental) |   |       |           |
| Uruguay                                            | – | Chile | 1:0 (0:0) |

## Beste Torschützen
| Rang | Spieler              | Tore |
| ---- | -------------------- | ---- |
| 1    | Arnoldo Iguarán      | 4    |
| 2    | Diego Maradona       | 3    |
|      | Juan Carlos Letelier | 3    |
| 4    | Claudio Caniggia     | 2    |
|      | Ivo Basay            | 2    |